# Rudolf Chemie
Die Rudolf GmbH ist ein deutsches Unternehmen, das Textilhilfsmittel und Spezialchemikalien herstellt.

## Geschichte
1922 gründete der Chemieingenieur Reinhold Rudolf in Warnsdorf in Nordböhmen die Chemische Fabrik Rudolf Chemie & Co., um chemisch-technische Erzeugnisse, vor allem Hilfsmittel für die Textilindustrie (THMs) herzustellen. Im Jahre 1946 wurde die Firma Rudolf GmbH & Co. KG, Chemische Fabrik in Geretsried neu gegründet.

## Textilchemie
Die Geschäftsfelder von Rudolf unterteilen sich in Textilchemikalien und Spezialchemikalien. Der Geschäftsbereich Spezialchemikalien entwickelt, produziert und vertreibt Rohstoffkonzentrate bzw. Rohstoffformulierungen für die Bereiche After care (z. B. für Aerosolapplikationen), Automotive, Nonwoven, Papier etc. Die aus den Rohstoffen gefertigten Produkte werden sowohl im industriellen Bereich als auch in Pflegeprodukten beim privaten Endverbraucher eingesetzt. Der Geschäftsbereich Textilchemikalien ist entsprechend den Anwendungen in der textilen Produktionskette in Prozess- (z. B. Denim) und Effektchemikalien (Ausrüstung/Finish) unterteilt.
In der Sparte Prozesschemikalien stellt Rudolf Produkte für die Vorbehandlung, Färberei und Veredlung (Ausrüstung und Beschichtung) von Textilien her. Die textilverarbeitende Industrie bedarf zu Beginn der Veredelung verbesserter Eigenschaften der Ware. In der Vorbehandlung wird das textile Gut von allen Störsubstanzen (Schlichte, Fette, Öle, Wachse, mineralische Begleitstoffe, Konservierungsmittel) durch Entschlichten, Abkochen, Bleichen und Waschen befreit. Dadurch entsteht ein weißes und sauberes Textil, welches bereit ist, in der Färberei und dem Finish entsprechend dem Verbraucherwunsch veredelt zu werden. Weiterhin werden die Fasern in ihrer Struktur (z. B. durch Mercerisieren, Alkalisieren) so verändert, dass sie verbesserte und sogar neue Eigenschaften entwickeln (z. B. Polyester, Polyamid etc.).
Die Sparte Effektchemikalien entwickelt, produziert und vermarktet die Zusatzfunktionen von Textilien (Flammschutz, Hydrophobie etc.).